# Natal (tiểu vùng)
Natal là một tiểu vùng thuộc bang Rio Grande do Norte, Brasil. Tiều vùng này có diện tích 416 km², dân số năm 2007 là 852438 người.